# Illueca (kommunhuvudort)
Illueca är en kommunhuvudort i Spanien.   Den ligger i provinsen Provincia de Zaragoza och regionen Aragonien, i den nordöstra delen av landet, 210 km nordost om huvudstaden Madrid. Illueca ligger 588 meter över havet och antalet invånare är 3 375.
Terrängen runt Illueca är huvudsakligen kuperad, men åt nordost är den platt. Runt Illueca är det ganska glesbefolkat, med 43 invånare per kvadratkilometer. Illueca är det största samhället i trakten. Omgivningarna runt Illueca är i huvudsak ett öppet busklandskap.